# Knut Wachtmeister
Knut Gustaf Nils Wachtmeister, född 24 juli 1924 i Trolle-Ljungby, Kristianstads län, död 21 augusti 2017 i Lund, var en svensk greve, lantmästare och moderat politiker.

## Biografi
Knut Wachtmeister var son till förste hovjägmästaren, greve Carl-Axel Trolle-Wachtmeister (1893–1956) och Hilla-Brita Trolle (1894–1943) samt bror till Hans-Gabriel Trolle-Wachtmeister och Ann Marie Ramel. Han tog studentexamen i Sigtuna 1942, studerade vid Önnestads lantmannaskola 1942–1943, Påhlmans handelsinstitut 1947, tog reservofficersexamen 1947 och studerade vid Alnarps lantbruksinstitut 1947–1948. Wachtmeister satt i kommunfullmäktige i Staffanstorp 1963–1979, var ordförande i kommunstyrelsen 1968–1973, ordförande i kommunfullmäktige 1974–1979, landstingsledamot 1967–1979 och riksdagsledamot (moderaterna) 1974–1994 (invald i Malmöhus läns valkrets). Han var vice ordförande i skatteutskottet 1979-1988, ordförande 1991–1994 och ordförande i moderata samlingspartiet i Malmöhus län 1972–1985. Han var även suppleant vid fullmäktige i riksgäldskontoret 1988–1989, i finansutskottet 1988–1989 och i skatteutskottet 1991–1994.
Han var ordförande i Skånska hypoteksföreningen från 1984, styrelseledamot i Skandinaviska Enskilda Banken (SEB) från 1974, ordförande i dess Lundarörelse från 1979, styrelseledamot i W. Weibull AB 1974–1982, AB Cardo 1982–1986, civilförsvarsstyrelsen 1977–1987 och var vice ordförande i Länsskattemyndigheten i Malmöhus län från 1987.
Wachtmeister gifte sig 1949 med socioterapeuten Gunvor Nordenfalk (1927–2020), dotter till hovrättsrådet friherre Johan Nordenfalk och hovdamen friherrinnan Stina Rålamb. Han var far till Hilla-Brita Madeleine (född 1950), Claës Axel Knut (född 1952) och Carl-Johan Gustaf (född 1955). Knut Wachtmeister var bosatt på herrgården Trolleberg. Makarna Wachtmeister är begravda på Uppåkra kyrkogård.